# 1990 (chanson d'Achille Lauro)
Pour les articles homonymes, voir 1990 (homonymie).
1990 est un single de l'auteur-compositeur-interprète italien Achille Lauro, sorti le 25 octobre 2019 comme premier extrait de l'album de reprises homonyme. Il a été certifié disque d'or en Italie.
La version de la chanson incluse dans l'album 1990 a été reprise dans une version plus électronique et moins rock par le producteur DJ italien Gow Tribe.

## Description
La chanson est une reprise du titre Be My Lover de La Bouche sorti en 1995.

## Clip vidéo
Le clip vidéo, réalisé par Fabio Breccia, est sorti le 8 novembre 2019 sur la chaîne YouTube du chanteur. On y voit Achille Lauro habillé en pantalon rose et des bottes aux haut talons dans une chambre à coucher et entouré de poster de personnages en vogue dans les années 1990.

## Classement hebdomadaire
| Classement (2019)     | Meilleure Position |
| --------------------- | ------------------ |
| Italie                | 49                 |
| Italie (indépendante) | 4                  |